# Vetterli-Ferracciù Mod. 1870/90
Il Vetterli-Ferracciù Mod. 1870/90 fu un fucile italiano a retrocarica a otturatore girevole-scorrevole in dotazione alla Regia Marina.

## Storia
Le forze armate del giovane Regno d'Italia, che avevano attraversato la breccia di Porta Pia armate con il Carcano Mod. 67 ad ago, nel 1871 si erano dotate del moderno fucile a otturatore girevole-scorrevole svizzero Vetterli Mod. 1870 a percussione centrale. A causa delle restrizioni di bilancio e della poca lungimiranza dei vertici venne però acquisito nella versione monocolpo, che già nel decennio successivo dimostrò i suoi limiti sul campo di battaglia. Per ovviare all'obsolescenza del monocolpo si decise di modificare gli ancora nuovi Mod. 1870. Tra i vari progetti, emersero quelli del capitano del genio Giovanni Bertoldo e quelli del capitano di artiglieria Giuseppe Vitali. Mentre più tardi il Regio Esercito si sarebbe orientato sulle proposte di Vitali, nel 1882 Regia Marina scelse per le sue compagnie da sbarco uno degli otto progetti presentati da Bertoldo, modificando quindi il suo Fucile Mod. 1870 nel Vetterli-Bertoldo Mod. 1870/82. Pochi anni dopo, nel 1890, queste armi vennero ulteriormente modificate con l'installazione di un serbatoio verticale a 4 colpi sistema Ferracciù, mantenendo inalterata la meccanica. Questa arma venne denominata Vetterli-Ferracciù Mod. 1870/1890, che verrà sostituito a sua volta dal Carcano Mod. 91 nel nuovo calibro 6,5 × 52 mm Mannlicher-Carcano.

## Tecnica
Rispetto al Vetterli-Bertoldo viene escluso il serbatoio tubolare con la sua molla e il blocco di culatta è modificato con l'aggiunta del serbatoio prismatico da 4 colpi posto sotto la culatta mobile, come già fatto dal Regio Esercito nel Vetterli-Vitali. A differenza di quest'ultimo, un elevatore a leva più efficiente sostituiva la molla spirale del serbatoio, talvolta incapace di vincere il peso
delle cartucce sovrastanti.